# Szkoła Podstawowa nr 3 im. Szarych Szeregów w Lwówku Śląskim
Szkoła Podstawowa nr 3 im. Szarych Szeregów w Lwówku Śląskim (Płakowicach) – ośmioklasowa szkoła podstawowa w Lwówku Śląskim. Do 2000 r. Szkoła Podstawowa w Płakowicach. W 2018 r., w wyniku szkolnego referendum, patronem szkoły zostały Szare Szeregi.

## Informacje
Szkoła znajduje się w poniemieckim budynku z 1914 r. i położona jest w dzielnicy Lwówka Śląskiego – Płakowicach, w  pobliżu Pałacu Płakowice. W latach 1953–1959 szkoła dla sierot wojennych z Korei Północnej. Placówka oświatowa działa nieprzerwanie od 1 września 1966 r.. Placówka prowadzi filię w Zbylutowie (Zbylutów 133). W ogólnopolskich rankingach szkół podstawowych zajmuje coraz wyższe miejsca. Szkoła odnosi liczne sukcesy sportowe i przedmiotowe. W 2016 r. obchodziła jubileusz 50-lecia działalności.
Od frontu portal zwieńczony przerwanym naczółkiem (frontonem) typu entrecoupé (z przerwą), w którym znajduje się kartusz z orłem w polu (tarczy) i rokiem wybudowania (1914), znajdującym się poniżej, przedzielonym szponami i ogonem orła.
| Obwód szkoły                   | Obwód szkoły               |
| szkoła macierzysta (Płakowice) | szkoła filialna (Zbylutów) |
| ------------------------------ | -------------------------- |
| Płakowice                      | Chmielno                   |
| Bielanka                       | Gaszów                     |
| Dębowy Gaj                     | Skała                      |
| Dłużec                         | Skorzynice                 |
| Dworek                         | Zbylutów                   |
| Górczyca                       |                            |
| Pieszków                       |                            |
| Radomiłowice                   |                            |
| Sobota                         |                            |

## Sieroty koreańskie
Po zakończeniu II wojny światowej w Pałacu Płakowice i w oficynie pałacowej przez pewien czas kwaterowały sieroty wojenne z Grecji i Macedonii.
W latach powojennych, 1953–1959, w poniemieckim budynku szpitala psychiatrycznego, na terenie kompleksu pałacowego w Płakowicach, znajdował się tajny ośrodek wychowawczy dla dzieci – sierot wojennych z Korei Północnej, które straciły rodziców w czasie wojny koreańskiej. Sieroty przydzielono Polsce w ramach pomocy solidarnościowej bloku państw socjalistycznych. Przez 6 lat w Płakowickim szpitalu psychiatrycznym jak i w obecnej Szkole Podstawowej nr 3 mieszkało i uczyło się 1270 dzieci, będących pod opieką polskich i koreańskich wychowawców. Pobyt dzieci objęty był tajemnicą, dlatego wybrano ośrodek w miejscu mało znanym, z dala od głównych szlaków komunikacyjnych i na uboczu – w Płakowicach.

Po sześcioletnim pobycie sierot w Polsce, która udzieliła im schronienia po wojnie koreańskiej, dzieci wróciły do Korei Północnej. Na pamiątkę tych wydarzeń w ścianę budynku, przy wejściu do Szkoły Podstawowej nr 3, wmurowano tablicę pamiątkową w języku polskim i koreańskim o treści:

W tej szkole w latach 1953-1959
uczyły się dzieci koreańskie –
sieroty wojenne.
Nigdy nie zapomnimy serdecznej i
troskliwej opieki narodu polskiego.
Dzieci koreańskie
P.O.W. 30 VII 1959 r.